# مقاطعة هرسين
مقاطعة هرسين (بالفارسية: شهرستان هرسین) هي إحدى مقاطعات محافظة كرمانشاه في إيران. كان عدد سكان المقاطعة سنة 2006 حوالي 90,452 نسمة.